# أرنب أمامي
أرنب أمامي (الإسم العلمي:Pentalagus furnessi)، هو نوع من الثدييات يتبع فصيلة الأرانب ضمن رتبة الأرنبيات. يستوطن جزيرة أمامي أوشيما في اليابان، وهو النوع الوحيد في جنسه. وتتسم آذانه بأنها لطيفة الشكل.